# Epirrhoe pseudorivata
Epirrhoe pseudorivata là một loài bướm đêm trong họ Geometridae.